# 何應杰
何應杰，字子凡，號培田，又號庸菴，貴州貴筑縣（今屬貴陽市）人，清朝翰林。
何泌之子。嘉慶七年（1802年）壬戌科二甲十六名進士，選翰林院庶吉士，散館授編修，